# 章恒
章恒（1939年8月—），男，汉族，安徽安庆人，中华人民共和国政治人物，曾任新疆生产建设兵团副司令员，新疆维吾尔自治区人民政府副主席，新疆维吾尔自治区人大常委会副主任。